# Viking XPRS
Le Viking XPRS est un ferry rapide de la compagnie finlandaise Viking Line. Construit aux chantiers Aker Finnyards d'Helsinki entre 2007 et 2008, il relie depuis avril 2008 la Finlande à l'Estonie à raison de plusieurs rotations par jour.

## Histoire

### Origines et construction
Durant les années 2000, la compagnie finlandaise Viking Line se remet progressivement de la crise l'ayant touchée au cours de la décennie précédente. Malgré un contexte économique très difficile s'étant notamment caractérisé par la perte d'un de ses actionnaires historiques en 1993 et de la cession de la moitié de sa flotte, dont la plupart de ses plus grands navires, la compagnie est parvenue contre toute attente à se maintenir face à sa rivale Silja Line. Même si la course au tonnage et au luxe des années 1980 a cessé, l'émulation entre les armateurs de la mer Baltique demeure, en particulier depuis l'émergence de la compagnie estonienne Tallink. Depuis quelques années déjà, Viking Line s'était implantée sur le marché des liaisons reliant la Finlande à l'Estonie en y déployant plusieurs de ses navires, notamment le Rosella, concurrençant ainsi les navires de Tallink. En 2005, dans l'optique de moderniser sa desserte phare, cette dernière annonce la commande de deux imposants navires capables d'atteindre de grandes vitesses et qui relieront Tallinn à Helsinki en seulement trois heures, permettant par la même occasion de proposer des fréquences plus nombreuses. Cette annonce va inciter à cette même période la direction de Viking Line à doter sa flotte d'unités similaires, lui permettant, en plus de se maintenir au niveau de la concurrence, de participer au développement de la ligne finno-estonienne.
S'agissant de la première commande de navire neuf de Viking Line depuis la fin des années 1980, celle-ci est officiellement passée le 29 novembre 2005 auprès du chantier Aker Finnyards d'Helsinki. Si le contrat de construction inclut une option pour la réalisation d'un sister-ship, Viking Line annoncera toutefois le 2 octobre 2006 que celle-ci ne sera pas levée. Le futur navire est alors conçu de manière similaire à celle des unités de Tallink, il présente en effet des dimensions relativement élevées de 185 mètres de long pour 27 mètres de large, ce qui est proche d'un navire tel que le Viking Cinderella. À l'inverse cependant de ce dernier et à l'instar des futurs navires de Tallink, le dernier-né de Viking Line sera plus orienté vers de courtes traversées de jour, ce qui se traduit par une réduction du nombre de couchettes au profit des locaux publics. Ceux-ci, conçus par le cabinet Tillberg Design, seront d'une qualité semblable à celle des autres navires de la flotte. Enfin, sa motorisation est arrêtée sur quatre moteurs semi-rapides de la marque Wärtsilä lui conférant une vitesse de 25 nœuds, de quoi relier Helsinki à Tallinn en trois heures environ. 
Mis sur cale à Helsinki le 16 avril 2007, le navire est lancé quelques mois plus tard le 20 septembre. Baptisé durant sa conception Viking XPRS, il conservera finalement ce nom après un concours organisé par la compagnie. Initialement annoncée pour janvier 2008, la livraison du navire sera cependant retardée en raison de travaux de finitions plus longs que prévu mais surtout d'un défaut de fabrication des hélices conçues par Rolls-Royce constaté durant les essais en mer réalisés du 13 au 16 mars et qui seront remplacées durant un passage en cale sèche à Rauma du 8 au 16 avril. Une fois ces problèmes arrangés, le Viking XPRS est livré à Viking Line le 21 avril 2008.

### Service

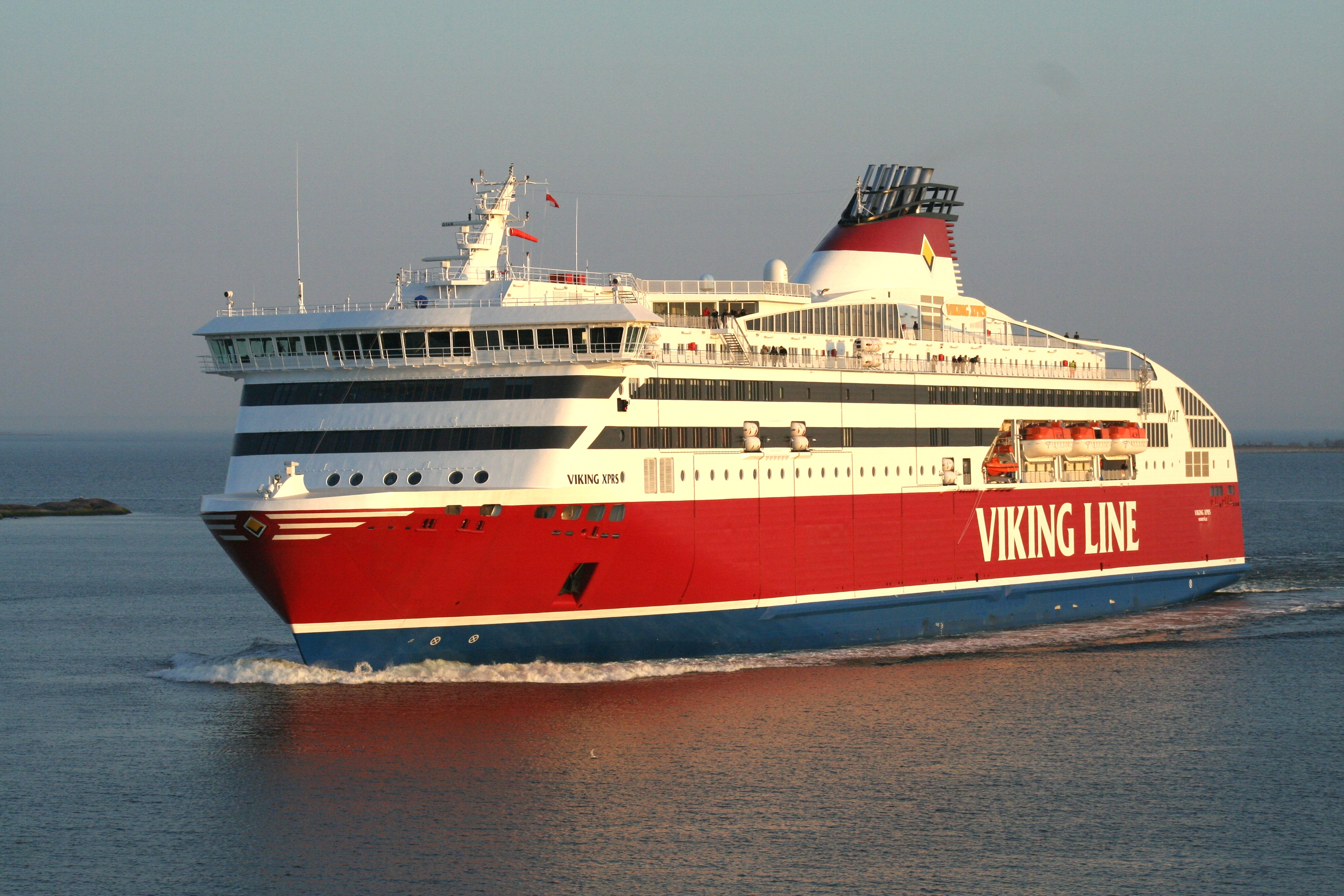
Le Viking XPRS au début de sa carrière.

Après avoir effectué un premier voyage à vide entre Helsinki et Tallinn le 27 avril 2008, le Viking XPRS entame sa carrière commerciale sur cet axe dès le lendemain. Le navire est très bien accueilli par la clientèle, comme en témoigne une hausse de 61% du trafic passager et 74% du trafic des véhicules par rapport aux performances réalisées par le Rosella l'année précédente. La qualité du navire sera même récompensée en 2009 par l'obtention du ShipPax Award du meilleur extérieur mais aussi louée par le prestigieux guide américain Condé Nast Traveler dont les lecteurs le classeront parmi les cinq meilleurs navires de croisière de taille moyenne, au même titre que des paquebots de la compagnie Holland America Line.
Durant ses premières années de service, le Viking XPRS est enregistré sous pavillon suédois et immatriculé à Norrtälje. Initialement, il était prévu que le navire arbore le pavillon finlandais, mais en raison du coût d'exploitation trop élevé que ceci aurait impliqué, Viking Line a finalement privilégié le registre suédois. À partir de janvier 2014, le car-ferry est enregistré sous pavillon estonien.
Le 13 février 2020, le navire est momentanément retiré du service en raison d'une avarie au niveau de l'arbre d'une des hélices. Réparé aux chantiers Turku Shiprepair de Naantali, il reprend ses traversées le 16 février. Au même moment, la progression incontrôlée de la pandémie de Covid-19 en Europe entraîne l'arrêt momentané des services de Viking Line. Maintenue dans un premier temps, la ligne Helsinki - Tallinn est fermée à son tour le 1er avril et le Viking XPRS immobilisé. Le navire reprendra finalement du service le 18 juin.

## Aménagements
Le Viking XPRS possède 11 ponts. Les locaux passagers se situent sur la totalité des ponts 6 à 8 et une partie des ponts 9 et 10 tandis que ceux de l'équipage occupent principalement les ponts 9 et 10. Les ponts 3 et 5 sont pour leur part consacrés aux garages.

### Locaux communs
Le Viking XPRS est équipé d'un grand nombre d'installations situées en grande majorité sur les ponts 7 et 8. Elles comptent notamment un restaurant à la carte, un restaurant buffet, une cafétéria, plusieurs bars ainsi que des espaces commerciaux très développés. 
Les installations du navire sont organisées de la manière suivantes :
- Club X : bar-spectacle situé sur le ponts 7 à l'arrière du navire[7] ;
- Viking's Inn : pub traditionnel situé sur le pont 7 vers l'arrière du navire[7] ;
- Robert's Coffee : coffee shop située sur le pont 8 au milieu[8] ;
- The Buffet : restaurant buffet situé au pont 8 à l'arrière du côté bâbord[8] ;
- Wine & Dine : restaurant à la carte situé sur le pont 8 au niveau arrière tribord[8] ;
- Blue Deli : grill situé au milieu du pont 8[8] ;
- Red Rose : cafétéria située sur le pont 8 avant[8] ;

En plus de ces installations, le Viking XPRS dispose d'un supermarché sur le pont 7. À l'avant de ce même pont se trouve un espace destiné aux conférences, un auditorium et des salles individuelles. Enfin, le navire possède de nombreux espaces extérieurs.

### Cabines
Le Viking XPRS possède 238 cabines toutes situées sur le pont 6. Les cabines standards, internes ou externes, sont équipées de deux à quatre couchettes ainsi que de la télévision et de sanitaires comprenant douche, WC et lavabo. Certaines d'entre elles disposent d'un grand lit à deux places. Le navire propose également des suites. Des cabines accessibles aux personnes à mobilité réduite ou aux animaux sont également présentes.

## Caractéristiques
Le Viking XPRS mesure 185 mètres de long pour 27,70 mètres de large et son tonnage est de 35 918 UMS. Le navire a une capacité de 2 500 passagers et son garage peut accueillir 240 véhicules répartis sur deux niveaux. Le garage est accessible par une porte-rampe située à l'arrière et une porte-rampe avant. La propulsion est assurée par quatre moteurs diesels Wärtsilä 8L46F développant une puissance de 40 000 kW entraînant deux hélices à pas variable faisant filer le bâtiment à une vitesse de 25 nœuds. Le Viking XPRS possède six embarcations de sauvetage fermées de grande taille, trois sont situées de chaque côté vers l'arrière du navire. Elles sont complétées par deux canots semi-rigides. En plus de ces principaux dispositifs, le navire dispose de plusieurs radeaux de sauvetage à coffre s'ouvrant automatiquement au contact de l'eau. Le navire est doté de deux propulseurs d'étrave facilitant les manœuvres d'accostage et d'appareillage ainsi que de stabilisateurs anti-roulis. Il est également équipé d'une coque brise-glace classée 1 A Super.

## Lignes desservies
Depuis sa mise en service, le Viking XPRS est affecté sur la liaison reliant Helsinki à Tallinn. Principalement exploité sur des traversées de jour, sa vitesse lui permet de réaliser deux rotations par jour. Il est aussi employé sur des traversées de nuit.